# Olipa decumbens
Olipa decumbens är en insektsart som först beskrevs av Jacobi 1941.  Olipa decumbens ingår i släktet Olipa och familjen kilstritar. Inga underarter finns listade i Catalogue of Life.